# Gruyères
Gruyères (alemão: Greyerz) é uma comuna da Suíça, no Cantão Friburgo, com cerca de 1.608 habitantes. Estende-se por uma área de 28,39 km², de densidade populacional de 73 hab/km². Inclui as seguintes comunas: Bas-Intyamon, Broc, Bulle, Charmey, Haut-Intyamon, La Tour-de-Trême, Le Pâquier, Semsales, Vaulruz, Vuadens.
A língua oficial nesta comuna é o Francês.
A pequena localidade de Gruyères, terra natal do mundialmente famoso queijo, situa-se no cantão de Friburgo, nos picos de uma colina. Oferece tudo o que o visitante espera da Suíça: paisagens verdes, casinhas de postal, castelos e um excelente 'fondue'. Para os amantes do cinema e de terror, destaca-se o Museu H.R.Giger, onde se pode ver em tamanho natural o monstro de 'Alien' ou beber uns copos no bar de pesadelo Giger Bar..

## História e Castelo

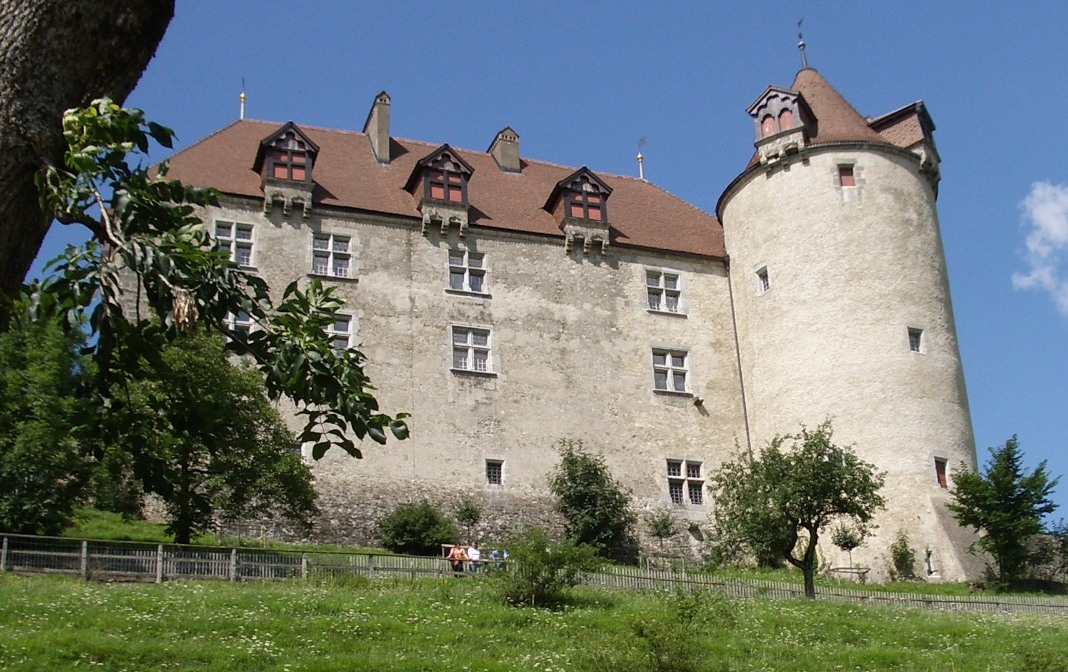
Castelo de Gruyères.

Gruyères está situado numa paisagem verdejante dos Alpes friburgeses. O castelo, um dos mais prestigiosos da Suíça, domina majestosamente a aldeia medieval. O nome Gruyères vem plausivelmente do grou (« grue » em francês) heráldico. Se bem que a dinastia dos condes de Gruyères figure entre as mais importantes da Suíça ocidental, as suas origens não são actualmente bem conhecidas. Do século XI ao século XVI, dezanove condes são atestados. Michel, o último conde de Gruyères, enfrentou dificuldades financeiras e faliu em 1554. Os credores, Friburgo e Berna, dividiram as suas terras entre eles. O castelo foi ocupado pelos bailos friburgeses (1555-1798), em seguida pelos prefeitos até 1848. Foi posto à venda em 1849, tornou-se propriedade das famílias Bovy e Balland que permaneciam nele durante o Verão e que acolheram inúmeros amigos artistas. Em 1938, o estado de Friburgo adquiriu outra vez o castelo e fundou o museu.
A visita do castelo oferece uma viagem através oito séculos de arquitectura, história e cultura. O rés-do-chão e a imponente torre de menagem datam do século XIII, enquanto o edifício principal foi modificado por volta do século XVI no estilo renascentista. Os interiores barrocos dos séculos XVII e XVIII relembram a época dos bailios friburgeses. Desde 1850, paisagens de inspiração romântica e cenas históricas foram pintadas por J.-B. Corot, Barthélemy, Menn e outros artistas famosos. Obras de arte fantástico, exposições temporárias assim como actividades e animações marcam o início do século XXI.